# Jean-Georges Vibert
Jean-Georges Vibert (Parigi, 30 settembre 1840 – Parigi, 28 luglio 1902) è stato un pittore e drammaturgo francese.

## Biografia
Jean (o Jehan)-Georges Vibert nacque a Parigi da Théodore Vibert e Louise-Georgina Jazet. Suo padre era un editore di stampe e incisioni, mentre il nonno materno era l'incisore Jean-Pierre-Marie Jazet. In questo ambiente familiare fu spontaneo per lui dedicarsi all'arte, e fu proprio il nonno materno che lo iniziò al disegno sin da piccolo. Ma il giovane Vibert era più attirato dalla pittura che non dall'incisione e pertanto entrò
dapprima nell'atelier di Félix-Joseph Barrias, per poi iscriversi all'École des beaux-arts nel 1857, dove restò sei anni frequentando l'atelier di François-Édouard Picot.

Vibert cominciò a esporre nel 1863 al Salon de Paris con due opere: La Sieste e Repentir, ma questa prima esperienza fu un relativo fallimento. Solo negli anni seguenti Vibert raggiunse il successo e vinse una medaglia al Salon del 1864 per Narcisse Changé en Fleur. Se ne aggiudicò altre due ai Salon del 1867 e del 1868, e ne ottenne poi una di terza classe all'Expo del 1878 con diversi acquarelli, fra cui quello de "La Cicala e la Formica", segnalato dal New York Times.
Durante la guerra franco-prussiana del 1870, Vibert si arruolò e divenne tiratore scelto. Fu ferito nella battaglia di Malmaison nell'ottobre del 1870, e ciò gli valse il titolo di Cavaliere della Légion d'honneur. Nel 1882 verrà promosso al rango di Ufficiale.
Vibert espose i suoi quadri al Salon fino al 1899. Le sue scene di genere, aneddotiche e spesso ironiche, ritraevano alti prelati e cardinali (tema assai di moda in quegli anni) e gli procurarono un grande successo. La popolarità dei suoi lavori raggiunse gli Stati Uniti, dove Vibert poté vendere molto bene le sue opere, in particolare a John Jacob Astor IV e a William Kissam Vanderbilt. Un notevole numero di suoi quadri fu acquisito da Mary Louise Maytag, ereditiera di Elmer Henry Maytag, per conto del vescovo di Miami, Coleman Carroll, che li apprezzava particolarmente. La collezione fu poi donata al seminario della Florida, il St. John Vianney College Seminary, dove i quadri furono esposti irregolarmente, poiché molti vescovi scorgevano in essi un anticlericalismo irridente.
Negli anni 1870 Vibert scrisse anche alcune commedie, nelle quali egli mostra una non comune padronanza del linguaggio e dell'azione scenica. I suoi lavori teatrali ebbero un discreto successo ma restarono opere strettamente legate ai temi e al gusto di quegli anni.
Jean-Georges Vibert morì a Parigi a 62 anni. Le sue spoglie riposano nel cimitero di Père-Lachaise

## Opere teatrali
- La Tribune Mécanique, corso di eloquenza parlamentare, in collaborazione con Étienne-Prosper Berne-Bellecour, interpretato da Jules Brasseur al Théâtre du Palais-Royal nel 1872;
- Les Chapeaux de conférence, 1874;
- Le Verglas, 1876;
- Chanteuse par Amour, operetta, 1877.

## Scritti
- Considérations sur la peinture à l'oeuf, 1897;
- La scienza della pittura, 1891;
- La Comédie en peinture, 1902.

## Allievi
Ferdinand Roybet

## Galleria d'immagini

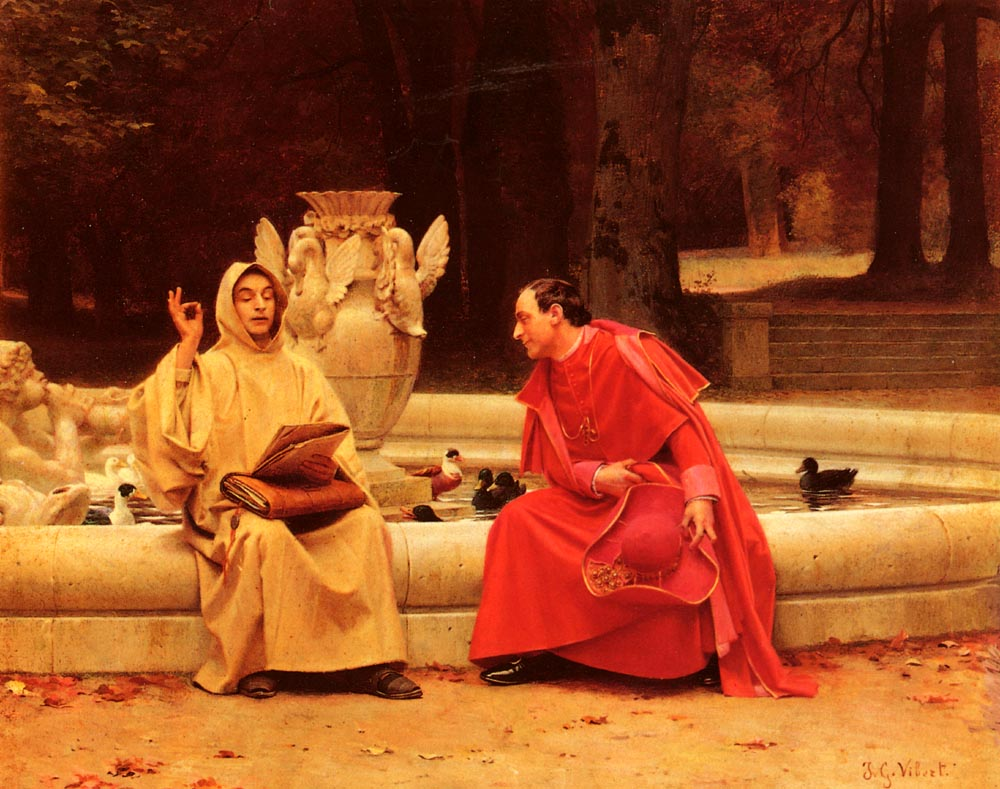
Un argomento sottile
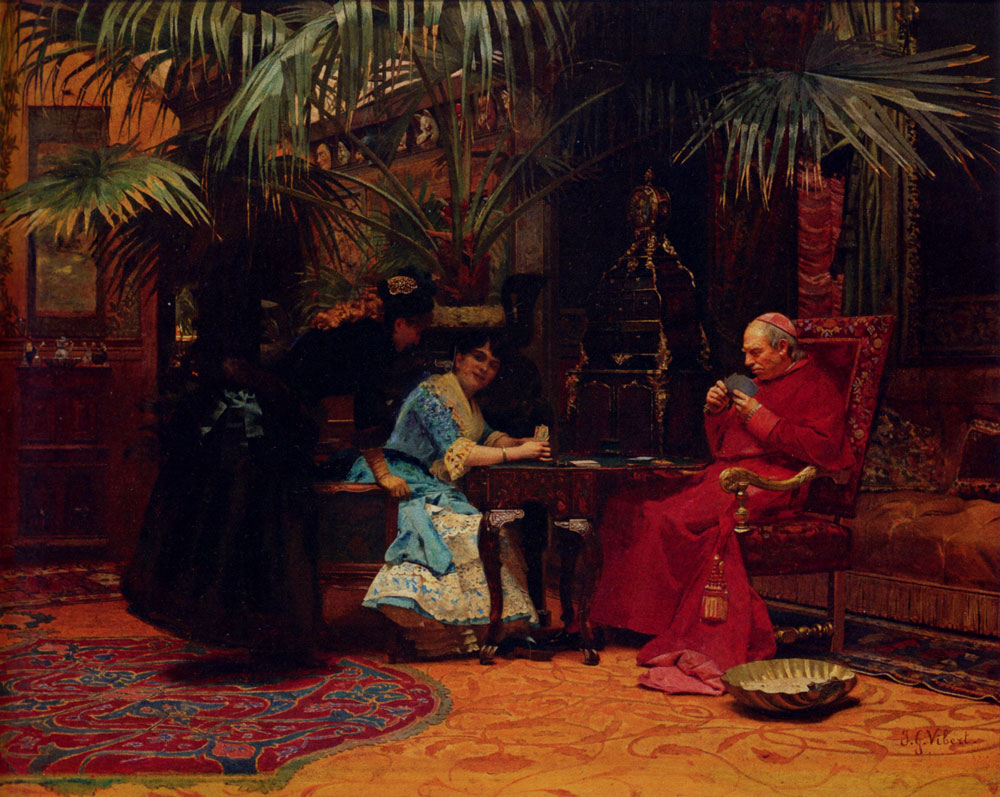
La Chiesa in pericolo
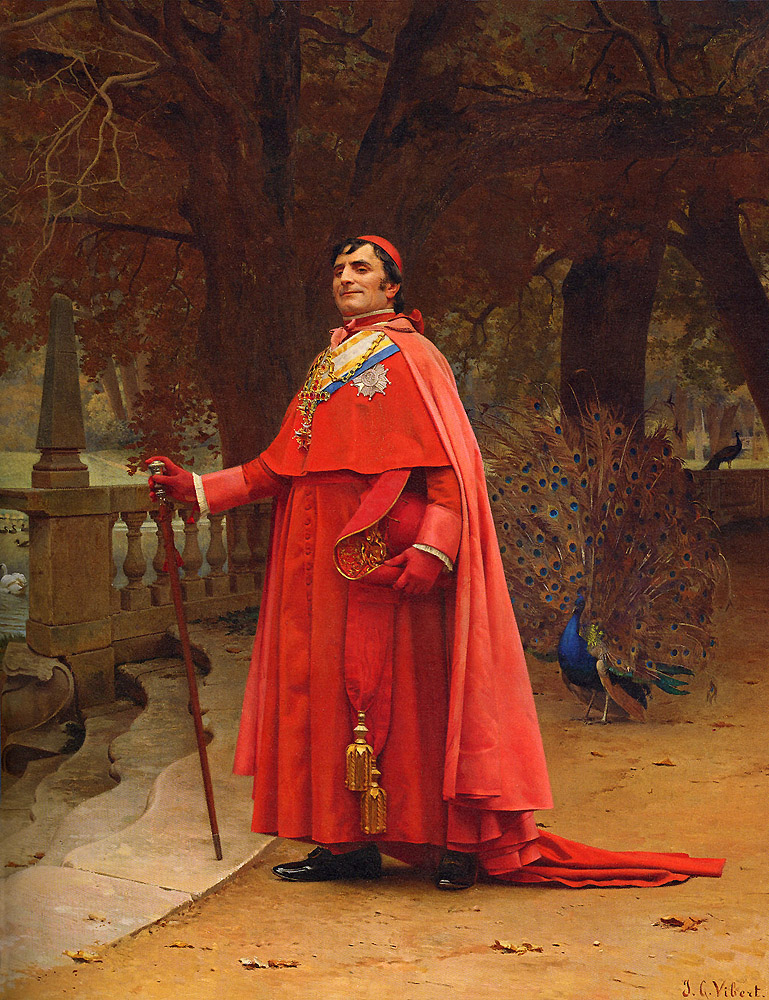
Il pavone agghindato
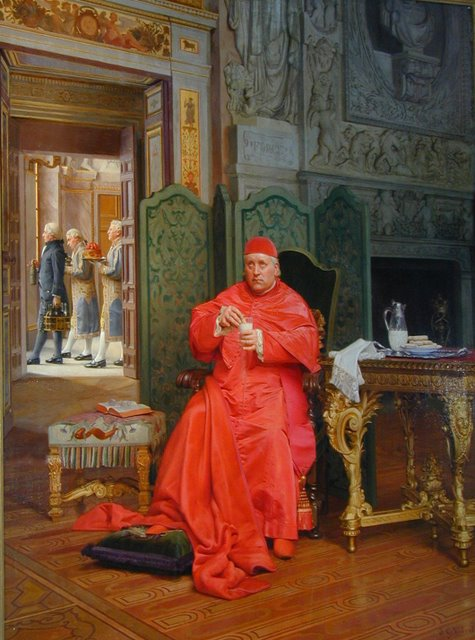
La dieta
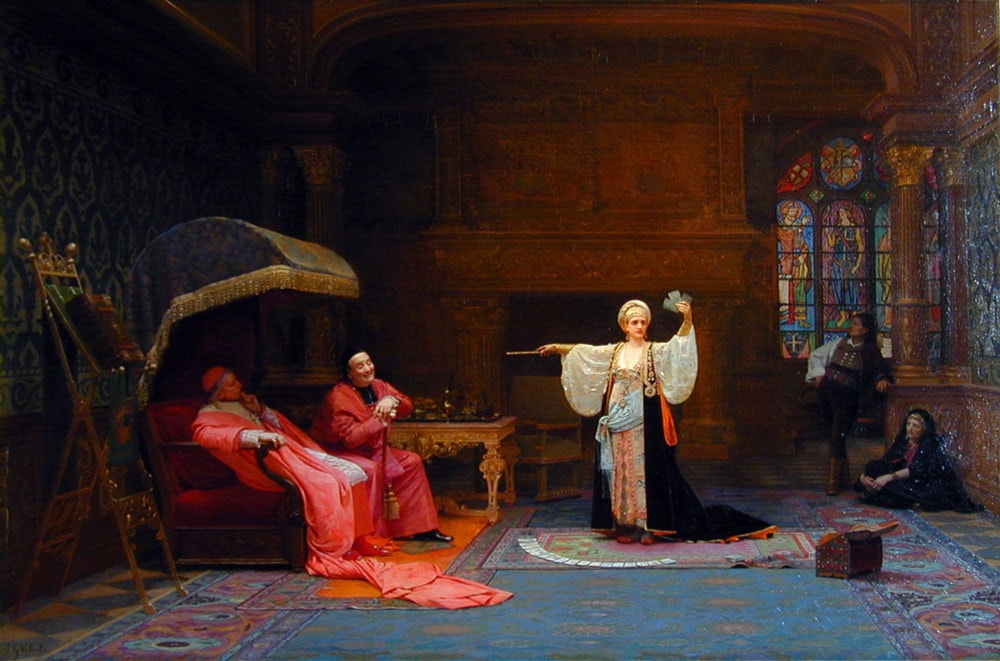
L'indovino

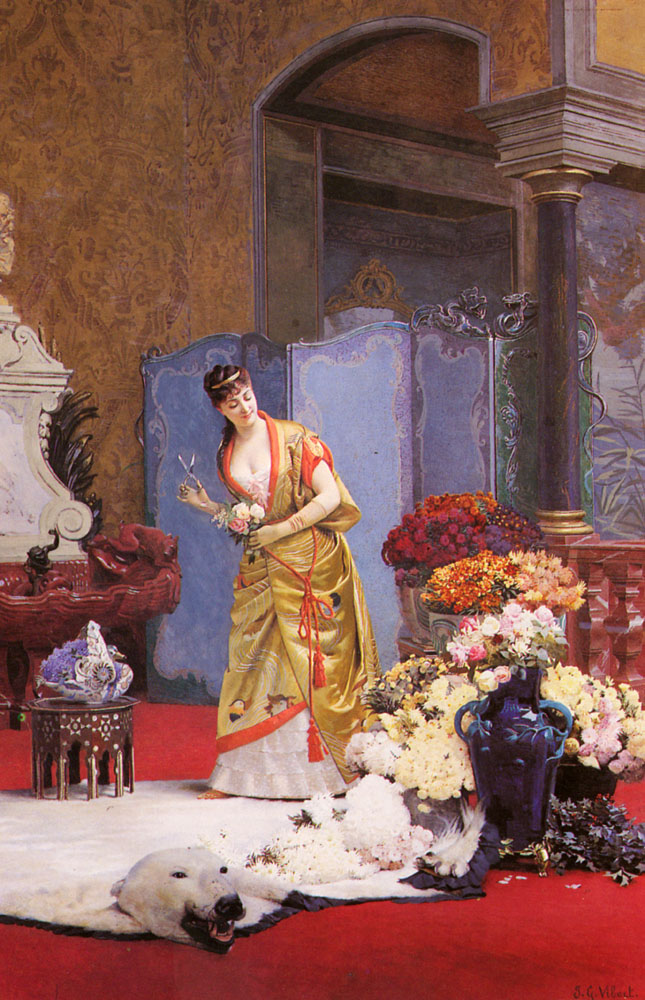
Fiori d'autunno
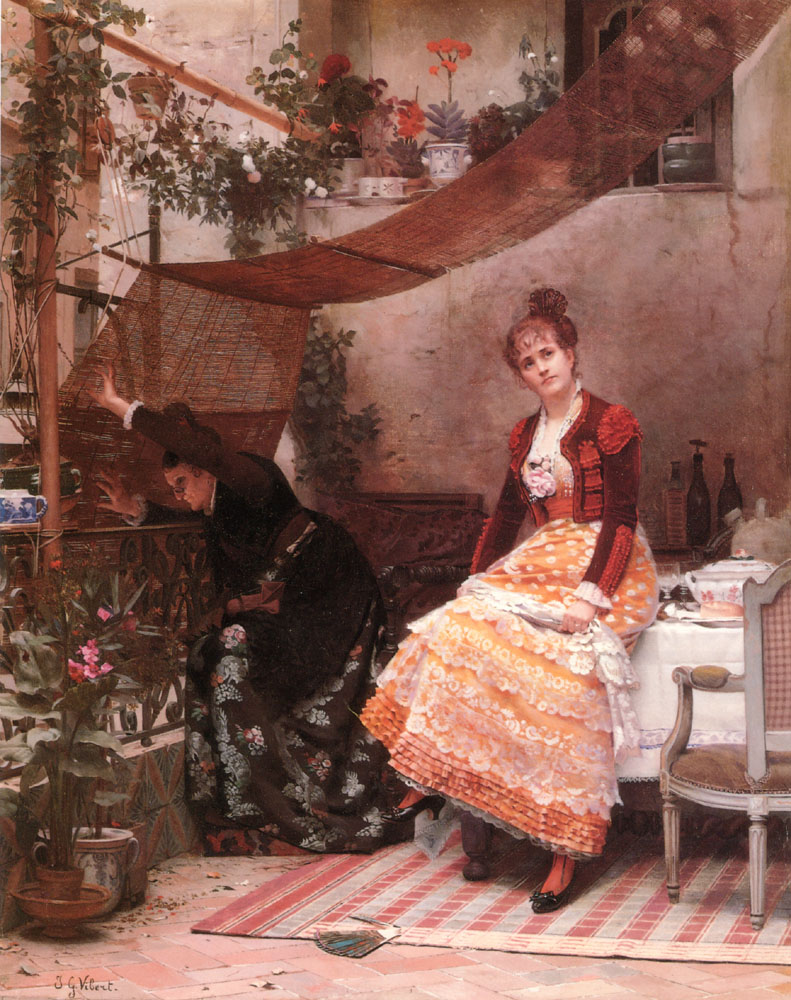
Verrà? Perché non viene?
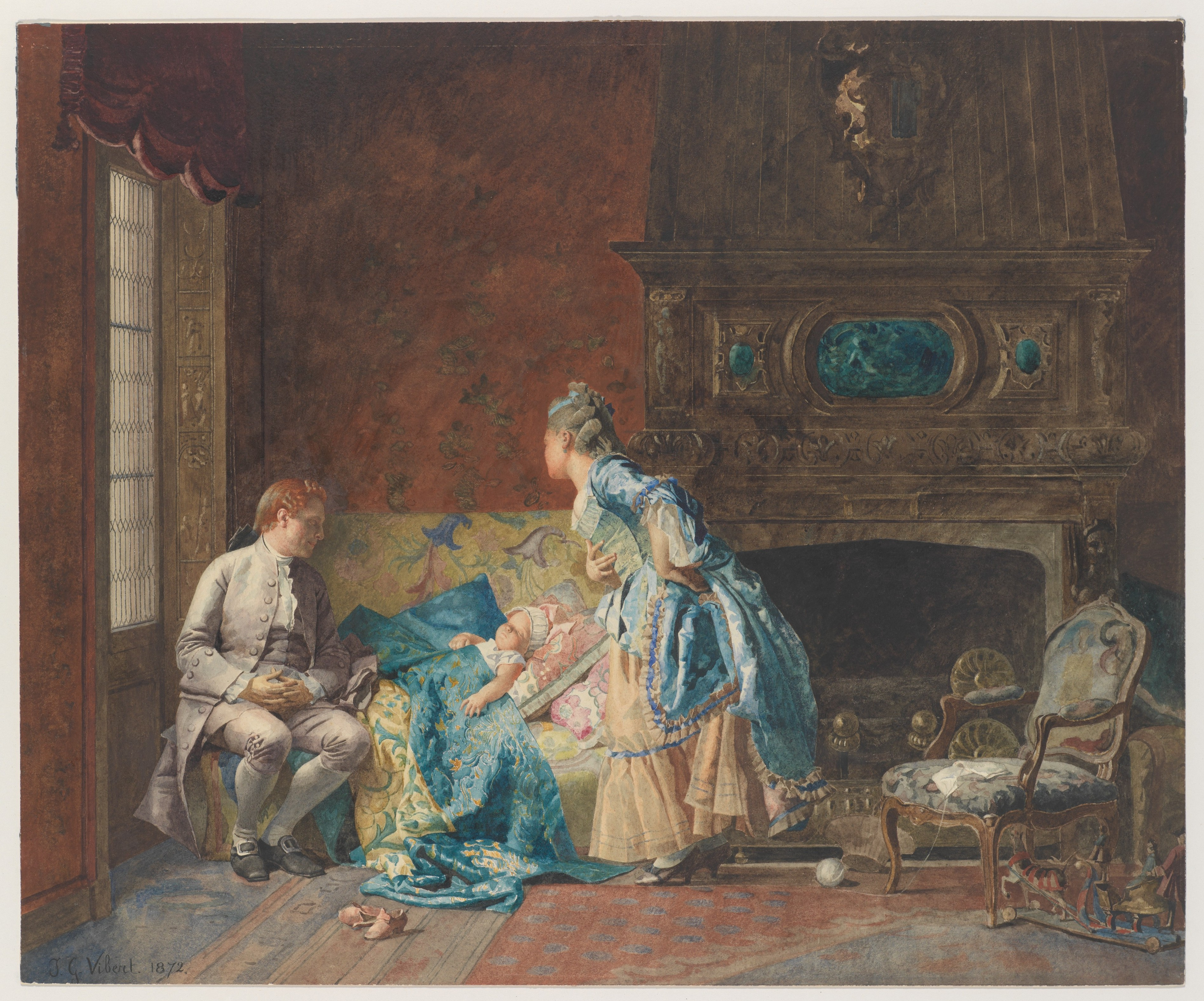
Il primo bambino
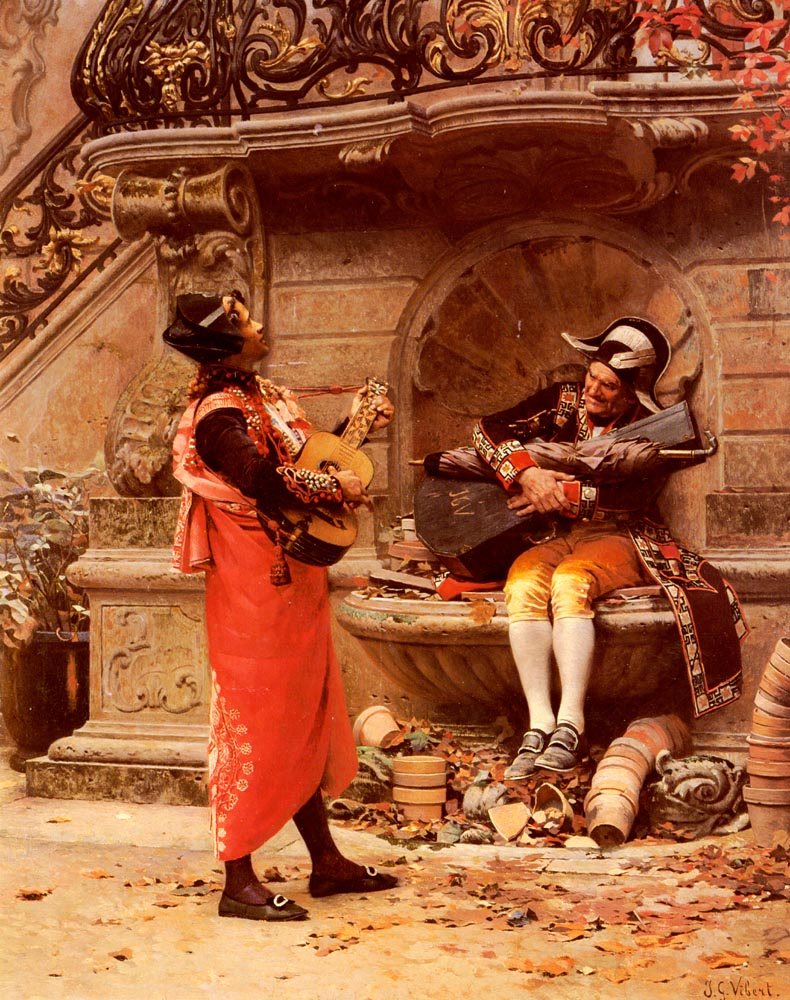
La serenata
Ritratto di François Guizot

## Altri progetti

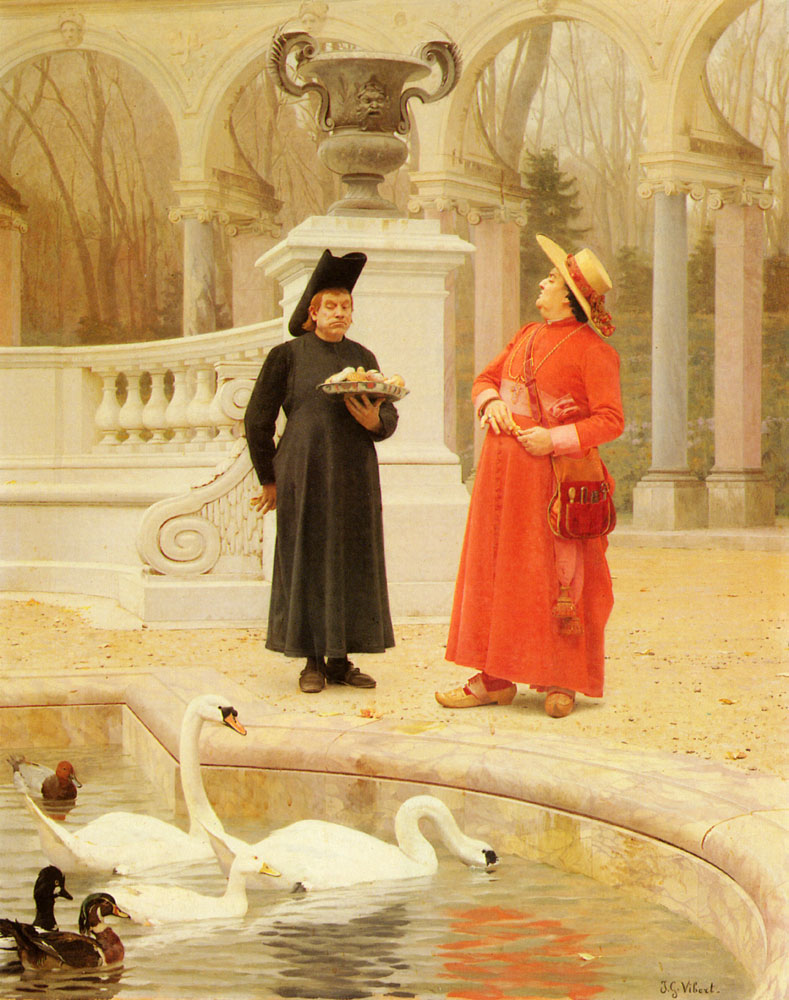
Un vassoio di dolci